# Tournoi de Douchanbé
Le Tournoi Grand Chelem de Douchanbé est une compétition de judo organisée tous les ans depuis 2023 à Douchanbé au Tadjikistan par l'Union de judo d'Asie (en). Ce tournoi est un événement majeur dans le calendrier du fait de son label « Grand Chelem ».
La ville a aussi accueilli le championnats du monde juniors en 2024

## Palmarès masculin
| Année        | -60 kg                | -66 kg         | -73 kg                  | -81 kg             | -90 kg                  | -100 kg            | +100 kg          |
| Grand Chelem | Grand Chelem          | Grand Chelem   | Grand Chelem            | Grand Chelem       | Grand Chelem            | Grand Chelem       | Grand Chelem     |
| ------------ | --------------------- | -------------- | ----------------------- | ------------------ | ----------------------- | ------------------ | ---------------- |
| 2025         | Balabay Aghayev       | Nurali Emomali | Muhiddin Asadulloev     | Somon Makhmadbekov | Eljan Hajiyev           | Dzhafar Kostoev    | Temur Rakhimov   |
| 2024         | Muhammadsoleh Quvatov | Serdar Rahymow | Nils Stump              | Yoshito Hojo       | Mansur Lorsanov         | Gennaro Pirelli    | Teddy Riner      |
| 2023         | Ramazan Abdulaev      | Obid Dzhebov   | Makhmadbek Makhmadbekov | Somon Makhmadbekov | Komronshokh Ustopiriyon | Matvey Kanikovskiy | Tamerlan Bashaev |

## Palmarès féminin
| Année        | -48 kg                  | -52 kg            | -57 kg               | -63 kg            | -70 kg            | -78 kg            | +78 kg        |
| Grand Chelem | Grand Chelem            | Grand Chelem      | Grand Chelem         | Grand Chelem      | Grand Chelem      | Grand Chelem      | Grand Chelem  |
| ------------ | ----------------------- | ----------------- | -------------------- | ----------------- | ----------------- | ----------------- | ------------- |
| 2025         | Anudari Jamsran         | Amandine Buchard  | Sarah-Léonie Cysique | Boldyn Gankhaich  | Lara Cvjetko      | Emma Reid         | Jia Chundi    |
| 2024         | Bavuudorjiin Baasankhüü | Fabienne Kocher   | Jessica Klimkait     | Lubjana Piovesana | Michaela Polleres | Anna-Maria Wagner | Asya Tavano   |
| 2023         | Maruša Štangar          | Alesya Kuznetsova | Shukurjon Aminova    | Katarina Krišto   | Margaux Pinot     | Anna Monta Olek   | Rochele Nunes |